# أندريه بيتروفسكي
أندريه بيتروفسكي (بالسلوفاكية: Andrej Petrovský)‏ هو لاعب كرة قدم سلوفاكي في مركز الدفاع، ولد في 23 يناير 1992. لعب مع نادي سينيتسا.

## وصلات خارجية
- أندريه بيتروفسكي على موقع قاعدة بيانات كرة القدم.إي يو (الإنجليزية)
- أندريه بيتروفسكي على موقع Soccerway.com (الإنجليزية)